# Фридрих IV (герцог Саксен-Гота-Альтенбурга)
Фридрих IV Саксен-Гота-Альтенбургский (нем. Friedrich IV. von Sachsen-Gotha-Altenburg; 28 ноября 1774, Гота — 11 февраля 1825, Гота) — последний герцог Саксен-Гота-Альтенбурга с 27 мая 1822 года.

## Биография
Фридрих IV — третий сын герцога Саксен-Гота-Альтенбурга Эрнста II и его супруги Шарлотты Саксен-Мейнингенской, дочери герцога Антона Ульриха Саксен-Мейнингенского.
В 1788—1790 годах вместе со старшим братом Августом он получал образование в Женеве. Фридрих изучал философию, государственное право и историю. В отличие от брата он был скромным, добрым и близким к народу. Принц увлекался пением.
Отец предполагал, что его младший сын посвятит себя военной службе и в 1785 году отдал его на службу в нидерландскую армию в звании полковника. Фридрих участвовал в военных походах против Наполеона и в 1793 году получил тяжёлое ранение, которое впоследствии заставляло его проводить много времени на водных курортах и от которого он в конечном итоге умер.
В 1804—1810 годах Фридрих находился в Риме. Папа Пий VII подарил ему миниатюрный обелиск. В 1814 году единственный из всех Саксен-Гота-Мейнингенов он перешёл в Италии в католическую веру. Пребывание в Риме значительно улучшило состояние его здоровья.
Фридрих интересовался Египтом и Востоком, он был главной движущей силой поездок на восток Ульриха Яспера Зетцена. Собранные им в Италии произведения искусства и предметы древности входят в коллекцию замка Фриденштайн.
Поскольку брат Фридриха, герцог Август, умер в 1822 году, не оставив наследника, Фридрих пришёл к власти в Саксен-Гота-Альтенбурге. Из-за своей болезни он длительное время находился на курортах за пределами страны и не занимался управлением герцогством, а вместо него делами герцогства занимался тайный советник Бернгард Август фон Линденау. В последние годы жизни он практически полностью потерял способность говорить и мог общаться лишь с помощью жестов. Все религиозные вопросы в силу смены им вероисповедания были отнесены к ведению министерства.
Фридрих IV умер спустя три года после вступления на герцогский престол. Поскольку ему было отказано в апанаже, он не был женат. С Фридрихом IV угасла династическая линия Саксен-Гота-Альтенбурга. Территории герцогства отошли эрнестинской родне и отчасти к новому герцогству Саксен-Кобург и Гота. Как и его отец Эрнст II и брат Август Фридрих IV был похоронен на острове на пруду в дворцовом парке Готы.